# Liste der Biografien/Gav
Liste der Biografien |
Portal Biografien |
Personensuche
# |
A |
B |
C |
D |
E |
F |
G |
H |
I |
J |
K |
L |
M |
N |
O |
P |
Q |
R |
S |
T |
U |
V |
W |
X |
Y |
Z |
?
 
Ga |
Gb |
Gc |
Gd |
Ge |
Gf |
Gh |
Gi |
Gj |
Gk |
Gl |
Gm |
Gn |
Go |
Gp |
Gq |
Gr |
Gs |
Gu |
Gv |
Gw |
Gy |
Gz
 
Gaa |
Gab |
Gac |
Gad |
Gae |
Gaf |
Gag |
Gah |
Gai |
Gaj |
Gak |
Gal |
Gam |
Gan |
Gao |
Gap |
Gaq |
Gar |
Gas |
Gat |
Gau |
Gav |
Gaw |
Gax |
Gay |
Gaz
Die Liste der Biografien führt alle Personen auf, die in der deutschsprachigen Wikipedia einen Artikel haben. Dieses ist eine Teilliste mit 145 Einträgen von Personen, deren Namen mit den Buchstaben „Gav“ beginnt.

## Gav

### Gava
- Gava, Antonio (1930–2008), italienischer Politiker (DC), Mitglied der Camera dei deputati
- Gava, Cassandra (* 1959), US-amerikanische Filmschauspielerin
- Gava, Manuel (* 1991), deutscher Politiker (SPD)
- Gava, Silvio (1901–1999), italienischer Politiker
- Gavagan, Joseph A. (1892–1968), US-amerikanischer Jurist und Politiker
- Gavaggio, Enak (* 1976), französischer Freestyle-Skisportler
- Gavagnin, Armando (1901–1978), italienischer Politiker, Bürgermeister von Venedig
- Gavajda, Peter (1942–2011), deutscher Schauspieler
- Gavalda, Anna (* 1970), französische Schriftstellerin und Journalistin
- Gavaldón, Roberto (1909–1986), mexikanischer Filmregisseur und Drehbuchautor
- Gavalec, Miroslav (* 1961), slowakischer Jurist, Richter am Europäischen Gerichtshof
- Gavalla-Kulcsár, Judit (* 1980), ungarische Fußballschiedsrichterassistentin
- Gavan, Daniel (* 1977), österreichischer Volleyballnationalspieler
- Gavan, Terrance (* 1970), britisches BNP-Mitglied und Waffensammler
- Gavankar, Janina (* 1980), US-amerikanische SchauspielerinJanina Gavankar (* 1980)

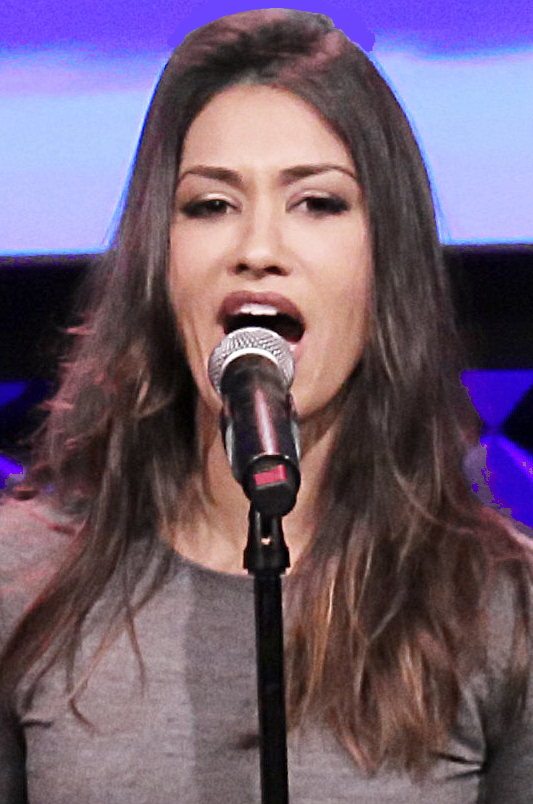
Janina Gavankar (* 1980)

- Gavanon, Benjamin (* 1980), französischer Fußballspieler
- Gavard, Alexandre (1845–1898), Schweizer Lehrer und Politiker
- Gavard, Charles (1794–1871), französischer Ingenieur, Kunsthistoriker, Kupferstecher und Verleger
- Gavardie, Henri de (1903–1944), französischer Soldat und Autorennfahrer
- Gavardie, Jean de (1909–1961), französischer Autorennfahrer
- Gavardo, Carlo de (1969–2015), chilenischer Motorradrennfahrer
- Gavaris, Jordan (* 1989), kanadischer SchauspielerJordan Gavaris (* 1989)

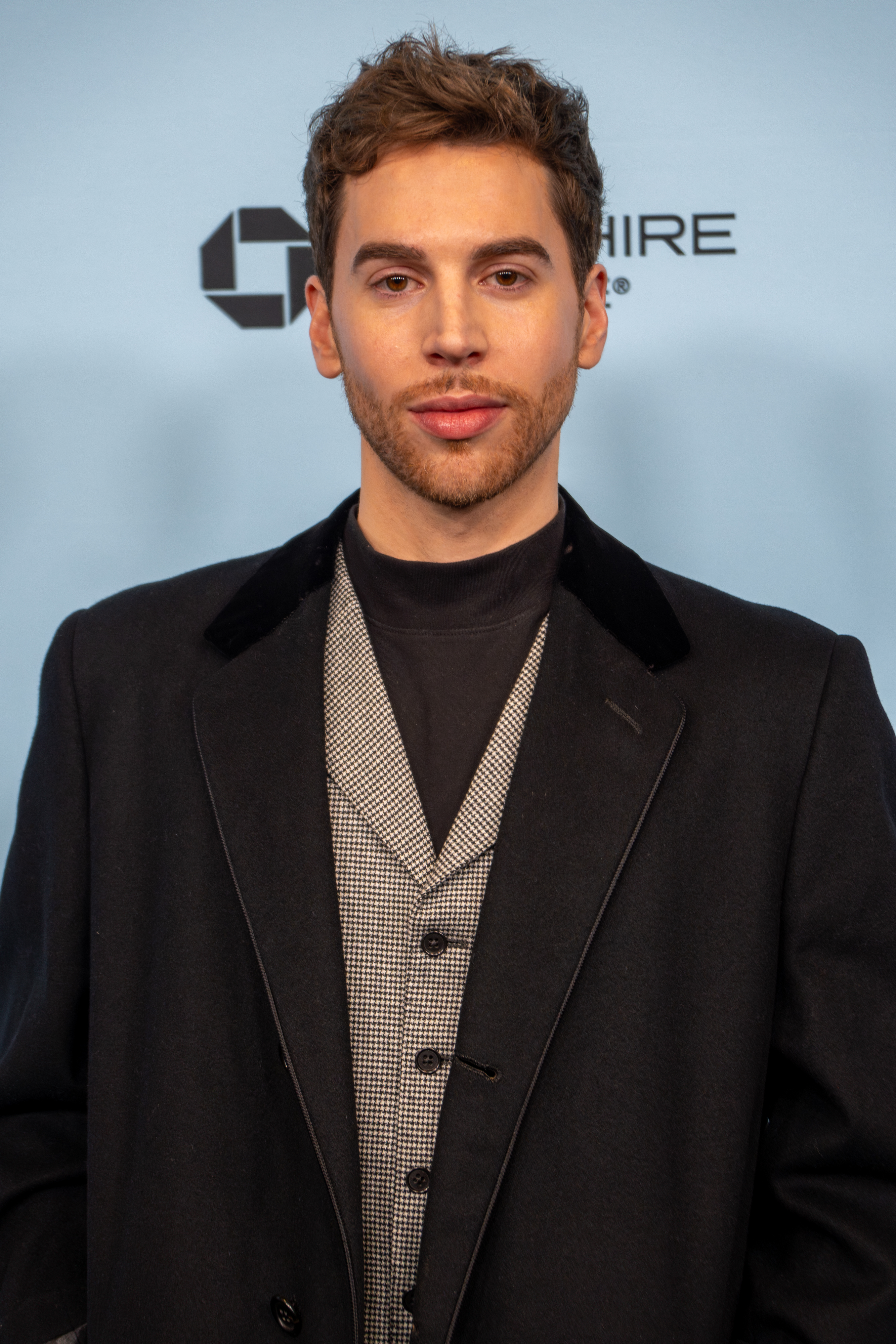
Jordan Gavaris (* 1989)

- Gavarni, Paul (1804–1866), französischer Zeichner, Grafiker und Karikaturist
- Gavaskar, Sunil (* 1949), indischer Cricketspieler
- Gavaudan, Pierre (1905–1985), französischer Biologe und Pharmakologe
- Gavazaj, Enis (* 1995), albanischer Fußballspieler
- Gavazzeni, Gianandrea (1909–1996), italienischer Dirigent, Komponist und Musikwissenschaftler
- Gavazzi, Alessandro (1809–1889), italienischer römisch-katholischer Theologe
- Gavazzi, Egidio (1905–1990), italienischer Benediktinerabt
- Gavazzi, Francesco (* 1984), italienischer Radrennfahrer
- Gavazzi, Mattia (* 1983), italienischer Radrennfahrer
- Gavazzi, Pierino (* 1950), italienischer Radrennfahrer und Sportlicher Leiter

### Gave
- Gaveaux, Pierre (1760–1825), französischer Sänger und Komponist
- Gavel, Anton (* 1984), slowakisch-deutscher Basketballspieler
- Gavel, Henri (1880–1959), französischer Romanist, Hispanist, Okzitanist und Baskologe
- Gavelas, Athanasios (* 1999), griechischer Para-Leichtathlet
- Gaven, Eddie (* 1986), US-amerikanischer Fußballspieler
- Gaven, Marcia Mitzman (* 1959), US-amerikanische Schauspielerin und Synchronsprecherin
- Gavenčiak, Michal (* 1979), tschechischer Poolbillardspieler
- Gavenda, Filip (* 1996), slowakischer Volleyballspieler
- Gavenda, Róbert (* 1988), slowakischer Cyclocross- und Straßenradrennfahrer
- Gaveston, Piers, 1. Earl of Cornwall († 1312), Adliger, Favorit von König Eduard II.
- Gavet, James (* 1989), neuseeländischer Rugby-League-Spieler
- Gavet, Maëlle (* 1978), französische Unternehmerin
- Gavey, Aaron (* 1974), kanadischer Eishockeyspieler

### Gavi
- Gavi (* 2004), spanischer FußballspielerGavi (* 2004)

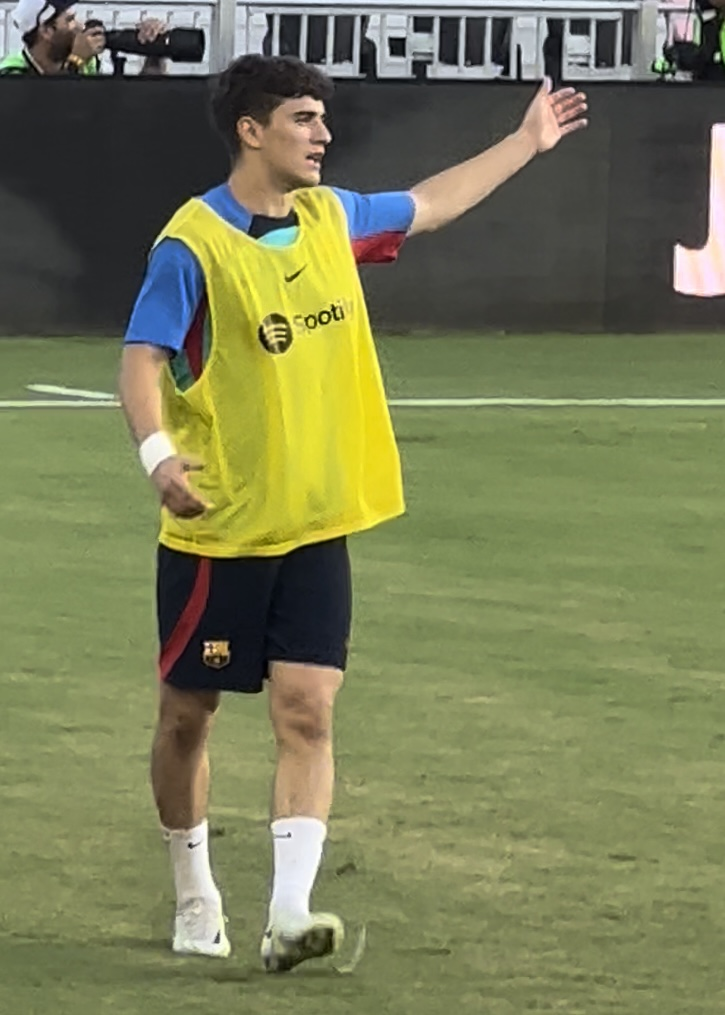
Gavi (* 2004)

- Gavidia, Francisco (1863–1955), salvadorianischer Schriftsteller
- Gavigan, Anna (* 2004), irische Diskuswerferin
- Gavilán Velásquez, Juan Bautista (* 1951), paraguayischer Geistlicher, römisch-katholischer Bischof von Coronel Oviedo
- Gavilán, Diego (* 1980), paraguayischer Fußballspieler
- Gavilán, Jaime (* 1985), spanischer Fußballspieler
- Gavilán, Kid (1926–2003), kubanischer Boxer
- Gavilán, Manuel (1920–2010), paraguayischer Fußballspieler
- Gavilán, Manuel (* 1991), spanischer Fußballspieler
- Gavilánes, Antonio (* 1976), spanischer Eishockeyspieler
- Gavilánes, José (* 1987), spanischer Eishockeyspieler
- Gavilano, Alexandra (* 1989), Schweizer Klimaschutzaktivistin
- Gavillet, Bernard (1960–2024), Schweizer Radrennfahrer
- Gavillet, Emilie (* 2000), Schweizer Fußballspielerin
- Gavin, Barrie (1935–2024), britischer Dokumentarfilmer und Filmregisseur
- Gavin, Erica (* 1947), US-amerikanische Schauspielerin
- Gavin, Fintan (* 1966), irischer Geistlicher und römisch-katholischer Bischof von Cork und Ross
- Gavin, Francis (* 1965), US-amerikanischer Historiker, Politologe und Hochschullehrer
- Gavin, Frankie (* 1985), englischer Boxer
- Gavin, James M. (1907–1990), US-amerikanischer Offizier und BotschafterJames M. Gavin (1907–1990)

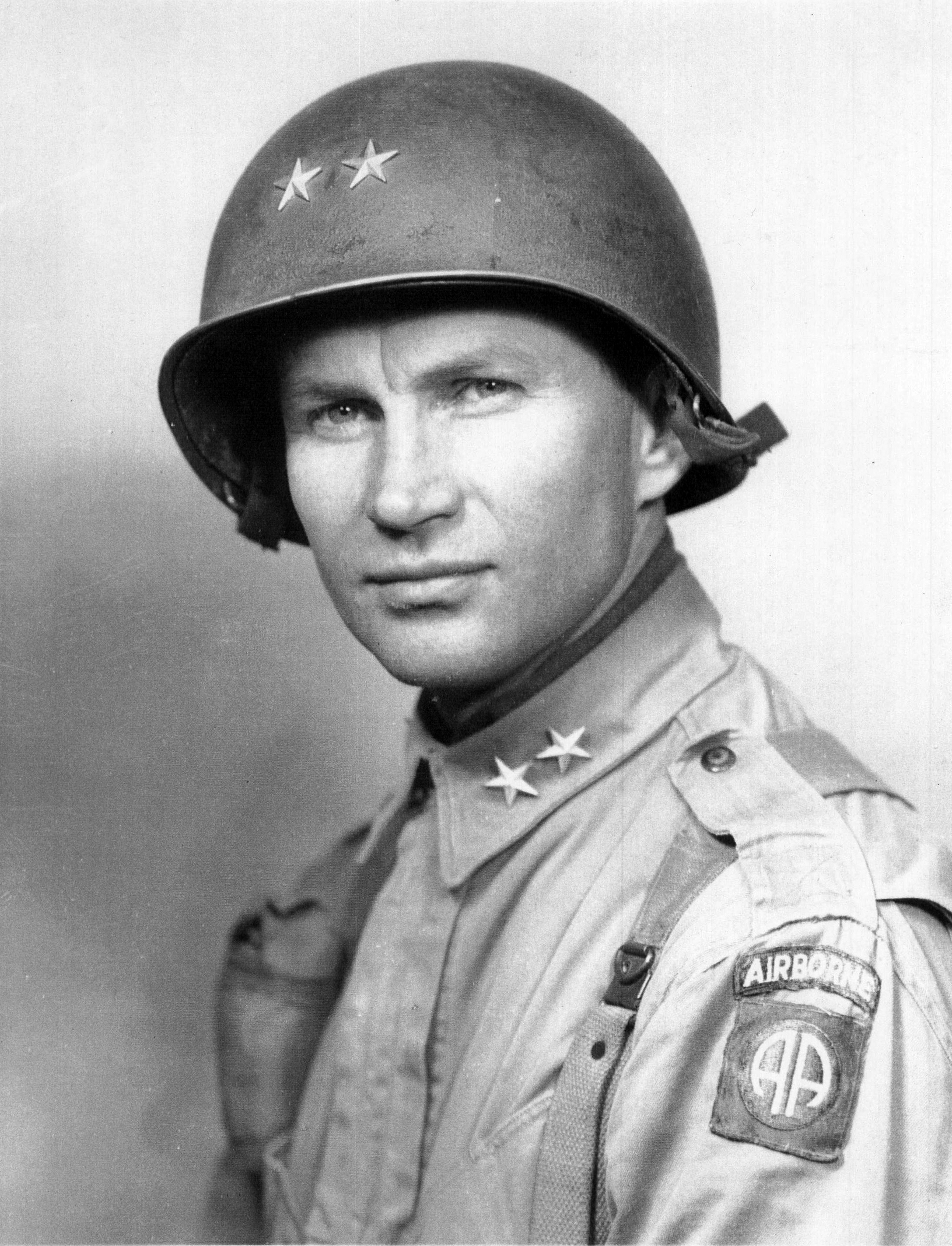
James M. Gavin (1907–1990)

- Gavin, John (1931–2018), US-amerikanischer Schauspieler und Diplomat
- Gavin, Jordan (* 1982), australischer Eishockeyspieler
- Gavin, Leon H. (1893–1963), US-amerikanischer Politiker
- Gavin, Oliver (* 1972), britischer Automobilrennfahrer
- Gavin, Richard, kanadischer Schriftsteller
- Gavin, Stewart (* 1960), kanadischer Eishockeyspieler und -scout
- Gaviniès, Pierre (1728–1800), französischer Violinist und Komponist
- Gávio, Giovane (* 1970), brasilianischer Volleyball- und Beachvolleyballspieler
- Gaviola y Garcés, Mariano (1922–1998), philippinischer Geistlicher, Erzbischof von Lipa
- Gaviola, Enrique (1900–1989), argentinischer Physiker
- Gaviola, Julián (* 1998), argentinischer Mittelstreckenläufer
- Gaviola, Karen, US-amerikanische Regisseurin
- Gavioli, Roberto (1926–2007), italienischer Trickfilmregisseur
- Gavioli, Romeo (1913–1957), uruguayischer Architekt und Musiker
- Gavira Collado, Adrián (* 1987), spanischer Beachvolleyballspieler
- Gaviria Díaz, Carlos (1937–2015), kolumbianischer Rechtsanwalt, Verfassungsrichter und Politiker
- Gaviria, César (* 1947), kolumbianischer Politiker, Präsident Kolumbiens (1990–1994)
- Gaviria, Fernando (* 1994), kolumbianischer Radsportler
- Gaviria, Gustavo (1946–1990), kolumbianischer DrogenhändlerGustavo Gaviria (1946–1990)

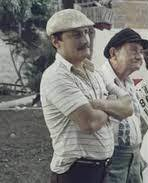
Gustavo Gaviria (1946–1990)

- Gaviria, Hernán (1969–2002), kolumbianischer Fußballspieler
- Gaviria, Jelly Francis (* 1972), deutscher Schauspieler und Fotograf
- Gaviria, Juliana (* 1991), kolumbianische Bahnradsportlerin
- Gaviria, Mayra (* 1997), kolumbianische Hammerwerferin
- Gaviria, Paula, kolumbianische Juristin und Menschenrechtsexpertin
- Gavison, Ruth (1945–2020), israelische Rechtswissenschaftlerin
- Gavison, Savi (* 1960), israelischer Filmregisseur
- Gavita, Freddie (* 1985), britischer Jazzmusiker
- Gavitt, Philip (1950–2020), US-amerikanischer Mittelalterhistoriker
- Gavius Atticus, Quintus, römischer Suffektkonsul (85)
- Gavius Balbus, Publius, Angehöriger des römischen Ritterstandes (Kaiserzeit)
- Gavius Cornelius Cethegus, Marcus, römischer Konsul 170
- Gavius Crispus Numisius Iunior, Marcus, Statthalter
- Gavius Fulvius Proculus, Quintus, römischer Offizier
- Gavius Fulvius Tranquillus, Quintus, römischer Senator
- Gavius Gallus, Sextus, römischer Offizier (Kaiserzeit)
- Gavius Orfitus, Marcus, römischer Konsul (165)
- Gavius Silvanus, Gaius, römischer Soldat
- Gavius Squilla Gallicanus, Marcus, römischer Konsul 150

### Gavl
- Gavlas, Antonín (* 1985), tschechischer Tischtennisspieler
- Gavlas, Christopher (* 1997), kanadischer Volleyballspieler
- Gavlyn (* 1990), US-amerikanische Rapperin

### Gavo
- Gavoglio, Achille (* 1892), italienischer Wasserball- und Fußballspieler
- Gavoille, Benjamin (* 1987), französisch-neuseeländischer Eishockeyspieler
- Gavois-Kahn, Emilie (* 1978), französische Schauspielerin
- Gavory, Nicolas (* 1995), französischer Fußballspieler
- Gavoty, Bernard (1908–1981), französischer Musikkritiker, Musikwissenschaftler und Organist
- Gavoury, Roger (1911–1961), französischer Polizeichef

### Gavr
- Gavran, Miro, kroatischer Schriftsteller und Dramaturg
- Gavrančić, Goran (* 1978), serbischer Fußballspieler
- Gavranović, Filip (* 1991), kroatischer Handballspieler
- Gavranović, Mario (* 1989), Schweizer Fußballspieler
- Gavras, Alexandre (* 1969), französischer Filmproduzent, Filmregisseur, Drehbuchautor und Schauspieler
- Gavras, Julie, französische Filmregisseurin und Drehbuchautorin
- Gavras, Romain (* 1981), französischer RegisseurRomain Gavras (* 1981)

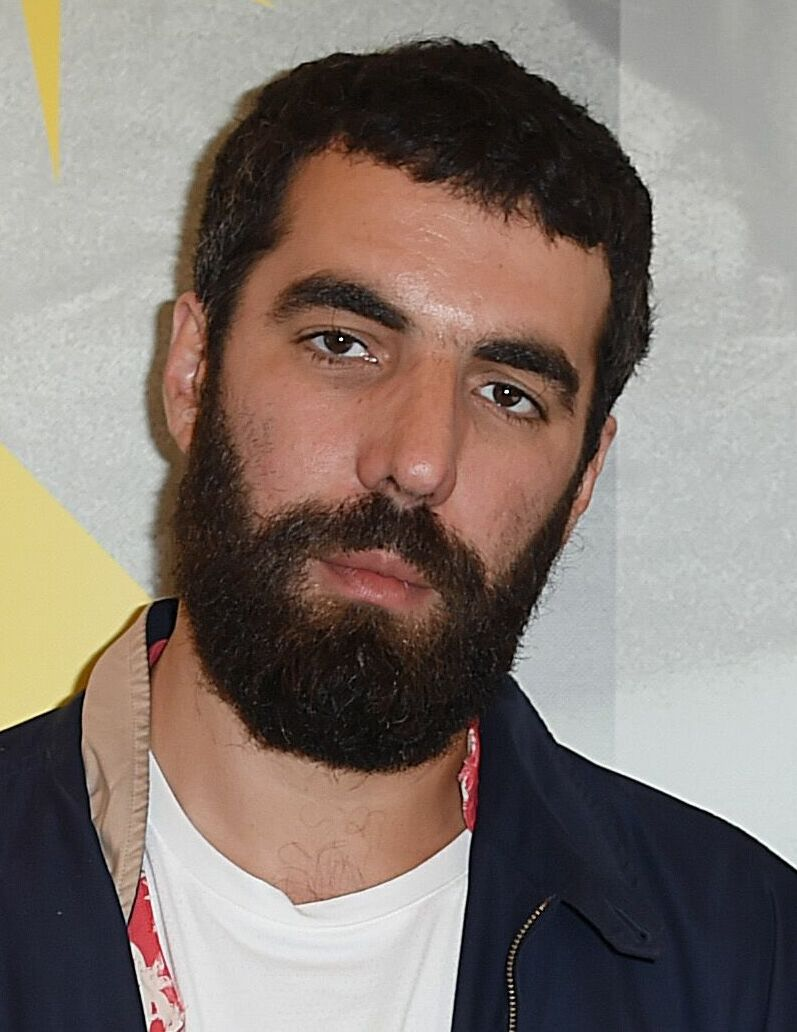
Romain Gavras (* 1981)

- Gavrić, Aleksandar (1932–1972), jugoslawischer Schauspieler
- Gavrić, Andrea (* 2001), bosnisch-deutsche Fußballspielerin
- Gavric, Lisa (1907–1974), österreichische Widerstandskämpferin
- Gavrić, Željko (* 2000), serbisch-bosnischer Fußballspieler
- Gavriel, Uri (* 1955), israelischer Schauspieler
- Gavrieli, Miriam (* 1935), israelische Schauspielerin und Synchronsprecherin
- Gavrikov, Viktor (1957–2016), litauisch-schweizerischer Schachgroßmeister
- Gavril, Ronald (* 1986), rumänischer Boxer im Supermittelgewicht
- Gavrilă Ogoranu, Ion (1923–2006), rumänischer Freischärler
- Gavrilă, Adelina (* 1978), rumänische Leichtathletin
- Gavrilă, Oana (* 1998), rumänische Tennisspielerin
- Gavrilă, Ștefan (* 1989), rumänischer Biathlet
- Gavrilescu, Nicolae (* 1927), rumänischer Politiker (PCR), Minister und Botschafter
- Gavrilis, Anastasios (* 1952), griechischer Segler
- Gavrilis, Marios (* 1985), griechisch-deutscher Schauspieler, Synchron- und HörspielsprecherMarios Gavrilis (* 1985)

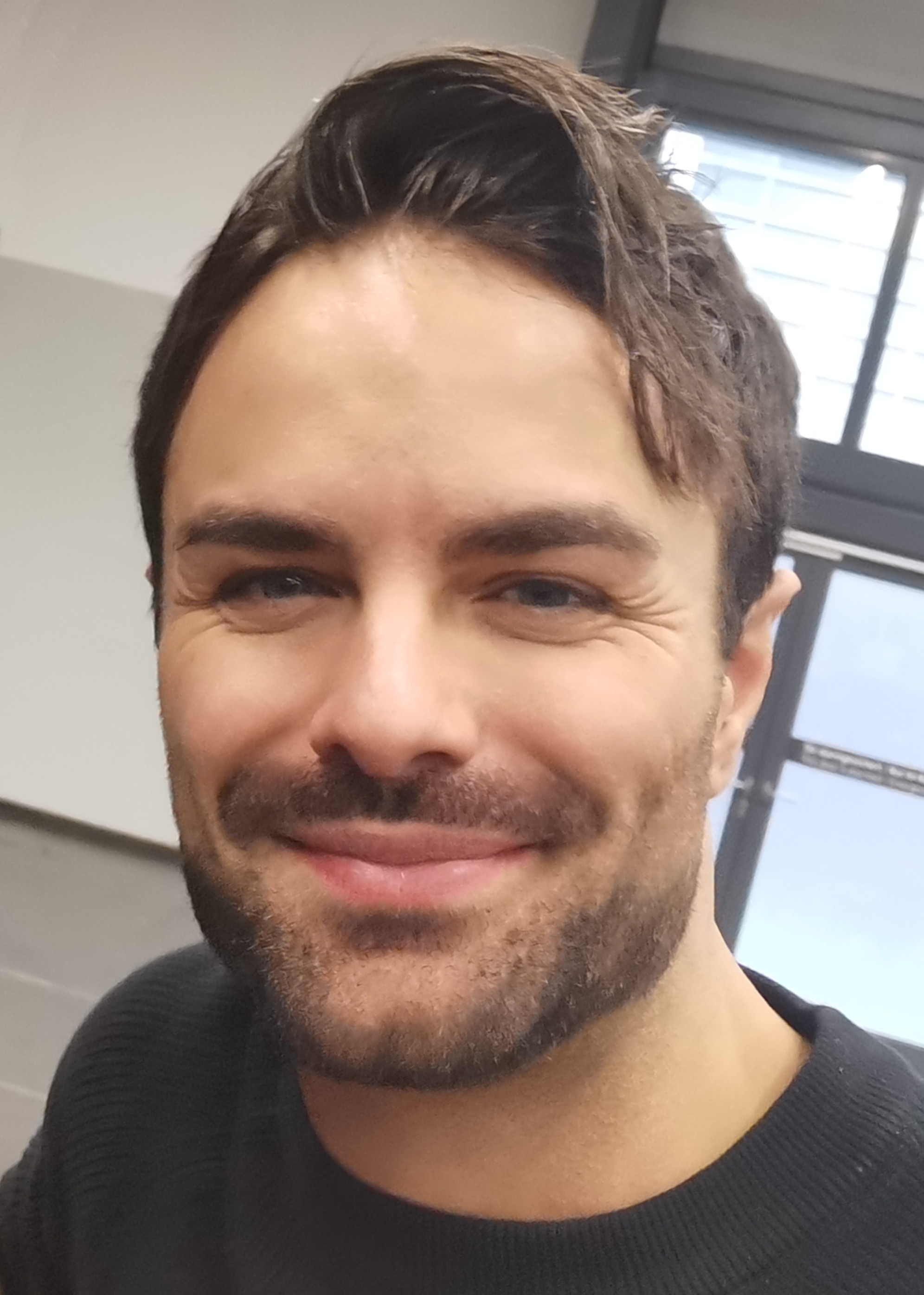
Marios Gavrilis (* 1985)

- Gavrilița, Natalia (* 1977), moldauische Ökonomin und Politikerin (PAS)
- Gavrilov, Valentin (* 1978), litauischer Politiker
- Gavrilović, Jelena (* 1983), serbische Schauspielerin und Sängerin
- Gavrilyuk, Paul L. (* 1972), ukrainischer Theologe
- Gavroglou, Kostas (* 1947), griechischer Wissenschaftshistoriker und Politiker
- Gavron, Assaf (* 1968), israelischer Musiker und Autor
- Gavron, Rafi (* 1989), britisch-US-amerikanischer Schauspieler
- Gavron, Robert, Baron Gavron (1930–2015), britischer Millionär, Politiker und Philanthrop
- Gavron, Sarah (* 1970), britische Filmregisseurin
- Gavrylyuk, Oleksandr (* 1984), ukrainisch-australischer Pianist

### Gavu
- Gavulic, Bailey (* 1998), US-amerikanische Schauspielerin